# Індустрія програмного забезпечення
Індустрія програмного забезпечення (англ. Software industry) включає підприємства для розробки, обслуговування та публікації програмного забезпечення, що використовує різні бізнес-моделі, переважно або «на основі ліцензії/обслуговування» (локально), або «на базі хмари» (наприклад, SaaS, PaaS, IaaS, MBaaS, MSaaS, DCaaS тощо). Індустрія також включає програмні послуги, такі як навчання, документація, консалтинг та відновлення даних.

## Історія
Перша компанія створена для забезпечення програмних продуктів і послуг була Computer Usage Company в 1955 році. До цього часу комп'ютери програмували або замовники, або нечисленні комерційні продавці комп'ютерів того часу, такі як Sperry Rand та IBM.
Індустрія програмного забезпечення розширилася на початку 1960-х років, майже відразу після того, як комп'ютери були вперше продані у масовій кількості. Університети, уряд та бізнес-клієнти створили попит на програмне забезпечення. Багато з цих програм були написані власними силами штатних програмістів. Деякі безкоштовно розповсюджувались між користувачами певної машини. Інші були зроблені на комерційній основі, а інші фірми, такі як Computer Science Corporation (заснована в 1959 р.), почали рости. Серед інших впливових або типових програмних компаній, що були розпочаті на початку 1960-х років, були Advanced Computer Techniques, Automatic Data Processing, Applied Data Research та Informatics General. Виробники комп'ютерів/апаратних засобів почали поєднувати операційні системи, системне програмне забезпечення та середовища програмування зі своїми машинами.
Коли компанія Digital Equipment Corporation (DEC) вивела на ринок відносно недорогий мікрокомп'ютер, це забезпечило обчислювальні машини більшою кількістю компаній та університетів по всьому світу, і це породило великі інновації з точки зору нових, потужних мов програмування та методологій. Було створено нове програмне забезпечення для мікрокомп'ютерів, тому інші виробники, включаючи IBM, швидко послідували прикладу DEC, в результаті чого, серед інших, з'явився IBM AS/400.
Промисловість значно розрослася з ростом персонального комп'ютера («ПК») у середині 70-х років, який вперше приніс настільні обчислення офісному працівникові. У наступні роки він також створив зростаючий ринок ігор, додатків та утиліт. DOS, перший продукт операційної системи Microsoft, на той час був домінуючою операційною системою.
У перші роки XXI століття виникла ще одна успішна бізнес-модель для розміщеного програмного забезпечення, що називається програмним забезпеченням як послуга, або SaaS; це було принаймні втретє  ця модель була спробувана. З точки зору виробників власного програмного забезпечення, SaaS зменшує занепокоєння щодо несанкціонованого копіювання, оскільки доступ до нього можливий лише через Інтернет, а за визначенням жодне клієнтське програмне забезпечення не завантажується на ПК кінцевого користувача.

## Розмір галузі
За даними галузевого аналітика Гартнера, розмір світової індустрії програмного забезпечення в 2013 році становив 407,3 млрд доларів США, що на 4,8 % більше порівняно з 2012 роком. Як і в минулі роки, найбільшими чотирма постачальниками програмного забезпечення були Microsoft, Oracle Corporation, IBM та SAP відповідно.

## Злиття та поглинання
Протягом останніх кількох десятиліть індустрія програмного забезпечення зазнала високого рівня консолідації. У період з 1995 по 2018 рік було оголошено близько 37 039 злиттів та поглинань на загальну відому вартість 1166 морд. доларів США. Найбільша кількість та вартість угод була встановлена у 2000 р. у часи доткомівської бульбашки — 2674 операції оцінювались у 105 млрд доларів США. У 2017 році було оголошено 2547 угод на суму 111 млрд доларів. Доступні підходи до успішного придбання та інтеграції програмних компаній.

## Бізнес-моделі в галузі програмного забезпечення
Широко обговорювались бізнес-моделі програмних компаній. Мережеві ефекти в програмних екосистемах, мережах компаній та їх клієнтах є важливим елементом стратегії програмних компаній.